# تيرينو أدرياتيكو 2025
تيرينو أدرياتيكو 2025 (بالإيطالية: Tirreno-Adriatico 2025) هو سباق دراجات هوائية، وهو الموسم الستين من تيرينو أدرياتيكو، وأقيم خلال الفترة من 10 مارس 2025، وحتى 16 مارس 2025 ضمن سباقات طواف العالم للدراجات 2025.
فاز بالمركز الأول وفي ترتيب النقاط للشباب خوان أيوسو، وحلَّ في المركز الثاني فيليبو غانا، بينما جاء Antonio Tiberi ‏ في المركز الثالث، في حين نال Manuele Tarozzi ‏ صدارة تصنيف الجبال، أما ترتيب الفرق، فقد فاز به فريق الإمارات 2025 ‏، بينما فاز جوناثان ميلان بترتيب النقاط.

## الفرق
| فرق عالمية (18)- EF Education-EasyPost - Alpecin-Deceuninck - Arkéa-B&B Hotels - XDS Astana Team - Bahrain-Victorious - Cofidis - Decathlon AG2R La Mondiale Team - Groupama-FDJ - Ineos Grenadiers - Intermarché-Wanty - Lidl-Trek - Movistar Team - Red Bull-BORA-hansgrohe - Soudal Quick-Step - Team Picnic-PostNL - Team Jayco AlUla - Team Visma \| Lease a Bike - UAE Team Emirates XRG فرق برو (6)- Israel-Premier Tech - أونو-إكس موبيليتي ‏ - فريق الدراجات Q36.5 ‏ - إيولو كوميت ‏ - سويس ريسينغ أكادمي ‏ - VF Group-Bardiani CSF-Faizanè |  |
| |  |

## المراحل
| قائمة المراحل | قائمة المراحل | قائمة المراحل                                 | قائمة المراحل      | قائمة المراحل | قائمة المراحل | قائمة المراحل     | قائمة المراحل |
| المرحلة       | التاريخ       | الدورة                                        |                    | المسافة (كم)  | الارتفاع      | الفائز بالمرحلة   | القائد العام  |
| ------------- | ------------- | --------------------------------------------- | ------------------ | ------------- | ------------- | ----------------- | ------------- |
| المرحلة 1     | 10 مارس       | Lido di Camaiore ‏ – Lido di Camaiore ‏         | فردي ضد الساعة     | 9٫9           | 10 م          | فيليبو غانا       | فيليبو غانا   |
| المرحلة 2     | 11 مارس       | كامايوري – فولونيكا                           | مرحلة مستوية       | 192           | 1٬245 م       | جوناثان ميلان     | فيليبو غانا   |
| المرحلة 3     | 12 مارس       | فولونيكا – Colfiorito ‏                        | مرحلة جبلية        | 239           | 3٬236 م       | أندريا فيندرام    | فيليبو غانا   |
| المرحلة 4     | 13 مارس       | نورتشا – تراساكو                              | مرحلة جبلية متوسطة | 190           | 2٬610 م       | Olav Kooij ‏       | فيليبو غانا   |
| المرحلة 5     | 14 مارس       | أسكولي بيتشينو – Pergola, Marche ‏             | مرحلة جبلية متوسطة | 205           | 3٬499 م       | Fredrik Dversnes ‏ | فيليبو غانا   |
| المرحلة 6     | 15 مارس       | Cartoceto ‏ – Frontignano ‏                     | مرحلة جبلية        | 163           | 3٬508 م       | خوان أيوسو        | خوان أيوسو    |
| المرحلة 7     | 16 مارس       | Porto Potenza Picena ‏ – سان بينيدتو دل ترونتو | مرحلة مستوية       | 147           | 1٬008 م       | جوناثان ميلان     | خوان أيوسو    |

## النتيجة

### مرحلة 1
هي مرحلة من نوع سباق زمن فردي، أقيمت في 10 مارس 2025، وامتدّت لمسافة 9.9 كيلومتر. فاز بالمركز الأول، وتصدر ترتيب النقاط والترتيب العام فيليبو غانا، أما ترتيب الفرق، فقد فاز به فريق إنيوس 2025 ‏، وتصدر ترتيب الشباب خوان أيوسو.
| التصنيف العام | التصنيف العام          | التصنيف العام                         | التصنيف العام | التصنيف العام |
| العداء        | العداء                 | الفريق                                | الوقت         |               |
| ------------- | ---------------------- | ------------------------------------- | ------------- | ------------- |
| 1             | فيليبو غانا            | فريق إنيوس                            | 12 د 17 ث     |               |
| 2             | خوان أيوسو             | فريق الإمارات                         | + 23 ث        |               |
| 3             | Johan Price-Pejtersen ‏ | البيسين فينيكس                        | + 28 ث        |               |
| 4             | Antonio Tiberi ‏        | فريق البحرين ميريدا للدراجات الهوائية | + 29 ث        |               |
| 5             | جوناثان ميلان          | تريك سيغافريدو                        | + 31 ث        |               |
| 6             | ديريك جي               | إسرائيل - بريمير تيك                  | + 34 ث        |               |
| 7             | ماتيا كاتانيو          | دكونيك كويك ستب                       | + 36 ث        |               |
| 8             | Søren Wærenskjold ‏     | أونو-إكس موبيليتي ‏                    | + 37 ث        |               |
| 9             | إسحاق ديل تورو ‏        | فريق الإمارات                         | + 38 ث        |               |
| 10            | Kévin Vauquelin ‏       | فورتنيو سامسيك                        | + 41 ث        |               |
|               |                        |                                       |               |               |
|               |                        |                                       |               |               |

### مرحلة 2
هي مرحلة مستوية، أقيمت في 11 مارس 2025، وامتدّت لمسافة 192 كيلومتر. فاز بالمركز الأول، وتصدر ترتيب النقاط وترتيب الشباب جوناثان ميلان، أما ترتيب الفرق، فقد فاز به فريق إنيوس 2025 ‏، وتصدر ترتيب التسلق Davide Bais ‏، وتصدر الترتيب العام فيليبو غانا.
| التصنيف العام | التصنيف العام          | التصنيف العام                         | التصنيف العام | التصنيف العام |
| العداء        | العداء                 | الفريق                                | الوقت         |               |
| ------------- | ---------------------- | ------------------------------------- | ------------- | ------------- |
| 1             | فيليبو غانا            | فريق إنيوس                            | 4 س 57 د 30 ث |               |
| 2             | جوناثان ميلان          | تريك سيغافريدو                        | + 19 ث        |               |
| 3             | خوان أيوسو             | فريق الإمارات                         | + 22 ث        |               |
| 4             | Johan Price-Pejtersen ‏ | البيسين فينيكس                        | + 28 ث        |               |
| 5             | Antonio Tiberi ‏        | فريق البحرين ميريدا للدراجات الهوائية | + 29 ث        |               |
| 6             | ديريك جي               | إسرائيل - بريمير تيك                  | + 34 ث        |               |
| 7             | ماتيا كاتانيو          | دكونيك كويك ستب                       | + 36 ث        |               |
| 8             | Søren Wærenskjold ‏     | أونو-إكس موبيليتي ‏                    | + 37 ث        |               |
| 9             | إسحاق ديل تورو ‏        | فريق الإمارات                         | + 38 ث        |               |
| 10            | Maikel Zijlaard ‏       | سويس ريسينغ أكادمي ‏                   | + 40 ث        |               |
|               |                        |                                       |               |               |
|               |                        |                                       |               |               |

### مرحلة 3
هي مرحلة جبلية، أقيمت في 12 مارس 2025، وامتدّت لمسافة 239 كيلومتر. فاز بالمركز الأول أندريا فيندرام، وتصدر ترتيب التسلق Manuele Tarozzi ‏، وتصدر الترتيب العام فيليبو غانا، أما ترتيب الفرق، فقد فاز به فريق الإمارات 2025 ‏، وتصدر ترتيب النقاط جوناثان ميلان، وتصدر ترتيب الشباب خوان أيوسو.
| التصنيف العام | التصنيف العام        | التصنيف العام                         | التصنيف العام  | التصنيف العام |
| العداء        | العداء               | الفريق                                | الوقت          |               |
| ------------- | -------------------- | ------------------------------------- | -------------- | ------------- |
| 1             | فيليبو غانا          | فريق إنيوس                            | 11 س 25 د 55 ث |               |
| 2             | خوان أيوسو           | فريق الإمارات                         | + 22 ث         |               |
| 3             | Antonio Tiberi ‏      | فريق البحرين ميريدا للدراجات الهوائية | + 29 ث         |               |
| 4             | ديريك جي             | إسرائيل - بريمير تيك                  | + 34 ث         |               |
| 5             | ماتيا كاتانيو        | دكونيك كويك ستب                       | + 36 ث         |               |
| 6             | Kévin Vauquelin ‏     | فورتنيو سامسيك                        | + 41 ث         |               |
| 7             | إدوارد دنبر          | فريق جايكو-العلا                      | + 44 ث         |               |
| 8             | لورينز دي بلس        | فريق إنيوس                            | + 45 ث         |               |
| 9             | Ben Healy (cyclist) ‏ | إي أف إديوكيشن نيبو                   | + 48 ث         |               |
| 10            | رومان جريجوار        | إف دي جي                              | + 48 ث         |               |
|               |                      |                                       |                |               |
|               |                      |                                       |                |               |

### مرحلة 4
هي مرحلة جبلية متوسطة، أقيمت في 13 مارس 2025، وامتدّت لمسافة 190 كيلومتر. فاز بالمركز الأول Olav Kooij ‏، وتصدر ترتيب التسلق Manuele Tarozzi ‏، وتصدر ترتيب النقاط جوناثان ميلان، أما ترتيب الفرق، فقد فاز به فريق الإمارات 2025 ‏، وتصدر الترتيب العام فيليبو غانا، وتصدر ترتيب الشباب خوان أيوسو.
| التصنيف العام | التصنيف العام        | التصنيف العام                         | التصنيف العام  | التصنيف العام |
| العداء        | العداء               | الفريق                                | الوقت          |               |
| ------------- | -------------------- | ------------------------------------- | -------------- | ------------- |
| 1             | فيليبو غانا          | فريق إنيوس                            | 16 س 14 د 00 ث |               |
| 2             | خوان أيوسو           | فريق الإمارات                         | + 22 ث         |               |
| 3             | Antonio Tiberi ‏      | فريق البحرين ميريدا للدراجات الهوائية | + 29 ث         |               |
| 4             | ديريك جي             | إسرائيل - بريمير تيك                  | + 34 ث         |               |
| 5             | ماتيا كاتانيو        | دكونيك كويك ستب                       | + 36 ث         |               |
| 6             | Kévin Vauquelin ‏     | فورتنيو سامسيك                        | + 41 ث         |               |
| 7             | إدوارد دنبر          | فريق جايكو-العلا                      | + 44 ث         |               |
| 8             | لورينز دي بلس        | فريق إنيوس                            | + 45 ث         |               |
| 9             | Ben Healy (cyclist) ‏ | إي أف إديوكيشن نيبو                   | + 48 ث         |               |
| 10            | رومان جريجوار        | إف دي جي                              | + 48 ث         |               |
|               |                      |                                       |                |               |
|               |                      |                                       |                |               |

### مرحلة 5
هي مرحلة جبلية متوسطة، أقيمت في 14 مارس 2025، وامتدّت لمسافة 205 كيلومتر. فاز بالمركز الأول Fredrik Dversnes ‏، وتصدر ترتيب التسلق Manuele Tarozzi ‏، وتصدر ترتيب النقاط جوناثان ميلان، أما ترتيب الفرق، فقد فاز به فريق الإمارات 2025 ‏، وتصدر الترتيب العام فيليبو غانا، وتصدر ترتيب الشباب خوان أيوسو.
| التصنيف العام | التصنيف العام    | التصنيف العام                         | التصنيف العام  | التصنيف العام |
| العداء        | العداء           | الفريق                                | الوقت          |               |
| ------------- | ---------------- | ------------------------------------- | -------------- | ------------- |
| 1             | فيليبو غانا      | فريق إنيوس                            | 21 س 19 د 03 ث |               |
| 2             | خوان أيوسو       | فريق الإمارات                         | + 22 ث         |               |
| 3             | Antonio Tiberi ‏  | فريق البحرين ميريدا للدراجات الهوائية | + 29 ث         |               |
| 4             | ديريك جي         | إسرائيل - بريمير تيك                  | + 34 ث         |               |
| 5             | ماتيا كاتانيو    | دكونيك كويك ستب                       | + 36 ث         |               |
| 6             | Kévin Vauquelin ‏ | فورتنيو سامسيك                        | + 41 ث         |               |
| 7             | لورينز دي بلس    | فريق إنيوس                            | + 45 ث         |               |
| 8             | رومان جريجوار    | إف دي جي                              | + 48 ث         |               |
| 9             | ديفيد دي لا كروز | فريق الدراجات Q36.5 ‏                  | + 54 ث         |               |
| 10            | بيلو بلباو       | فريق البحرين ميريدا للدراجات الهوائية | + 54 ث         |               |
|               |                  |                                       |                |               |
|               |                  |                                       |                |               |

### مرحلة 6
هي مرحلة جبلية، أقيمت في 15 مارس 2025، وامتدّت لمسافة 163 كيلومتر. فاز بالمركز الأول، وتصدر الترتيب العام وترتيب الشباب خوان أيوسو، وتصدر ترتيب التسلق Manuele Tarozzi ‏، أما ترتيب الفرق، فقد فاز به فريق الإمارات 2025 ‏، وتصدر ترتيب النقاط توم بيدكوك.
| التصنيف العام | التصنيف العام    | التصنيف العام                         | التصنيف العام  | التصنيف العام |
| العداء        | العداء           | الفريق                                | الوقت          |               |
| ------------- | ---------------- | ------------------------------------- | -------------- | ------------- |
| 1             | خوان أيوسو       | فريق الإمارات                         | 25 س 33 د 17 ث |               |
| 2             | Antonio Tiberi ‏  | فريق البحرين ميريدا للدراجات الهوائية | + 37 ث         |               |
| 3             | فيليبو غانا      | فريق إنيوس                            | + 38 ث         |               |
| 4             | ديريك جي         | إسرائيل - بريمير تيك                  | + 42 ث         |               |
| 5             | جاي هيندلي       | بورا–هانسغروه                         | + 53 ث         |               |
| 6             | توم بيدكوك       | فريق الدراجات Q36.5 ‏                  | + 56 ث         |               |
| 7             | مايكل اندا       | دكونيك كويك ستب                       | + 1 د 05 ث     |               |
| 8             | ديفيد دي لا كروز | فريق الدراجات Q36.5 ‏                  | + 1 د 32 ث     |               |
| 9             | بيلو بلباو       | فريق البحرين ميريدا للدراجات الهوائية | + 1 د 32 ث     |               |
| 10            | ماتيا كاتانيو    | دكونيك كويك ستب                       | + 1 د 38 ث     |               |
|               |                  |                                       |                |               |
|               |                  |                                       |                |               |

### مرحلة 7
هي مرحلة مستوية، أقيمت في 16 مارس 2025، وامتدّت لمسافة 147 كيلومتر. فاز بالمركز الأول جوناثان ميلان، وتصدر الترتيب العام خوان أيوسو.

## المشاركون
| Alpecin-Deceuninck ADC                            | Alpecin-Deceuninck ADC | Alpecin-Deceuninck ADC |
| ------------------------------------------------- | ---------------------- | ---------------------- |
| م                                                 | عداء                   | مرتبة                  |
| 1                                                 | ماثيو فان دير بيل      | 50                     |
| 2                                                 | صموئيل غيز ‏            | 115                    |
| 3                                                 | Robbe Ghys ‏            | لم يبدأ-3              |
| 4                                                 | Gal Glivar ‏            | 74                     |
| 5                                                 | شاندرو ميوريس          | 114                    |
| 6                                                 | Johan Price-Pejtersen ‏ | لم يكمل السباق-5       |
| 7                                                 | جياني فرميش            | 54                     |
| مدير الرياضة: جياني ميرسمان, Christoph Roodhooft ‏ |                        |                        |

| Arkéa-B&B Hotels ARK                       | Arkéa-B&B Hotels ARK | Arkéa-B&B Hotels ARK |
| ------------------------------------------ | -------------------- | -------------------- |
| م                                          | عداء                 | مرتبة                |
| 11                                         | أموري كابيو          | 127                  |
| 12                                         | أنتوني ديلابلاسي     | 73                   |
| 13                                         | Mathis Le Berre ‏     | 107                  |
| 14                                         | كريستيان رودريغيز    | 47                   |
| 15                                         | Kévin Vauquelin ‏     | 12                   |
| 16                                         | كليمان فنتوريني      | 80                   |
| 17                                         | Alessandro Verre ‏    | لم يكمل السباق-5     |
| مدير الرياضة: Yvon Ledanois ‏, ديدييه الروس |                      |                      |

| Bahrain Victorious TBV                         | Bahrain Victorious TBV | Bahrain Victorious TBV |
| ---------------------------------------------- | ---------------------- | ---------------------- |
| م                                              | عداء                   | مرتبة                  |
| 21                                             | Antonio Tiberi ‏        | 3                      |
| 22                                             | بيلو بلباو             | 9                      |
| 23                                             | داميانو كاروسو         | 66                     |
| 24                                             | Afonso Eulálio ‏        | لم يكمل السباق-5       |
| 25                                             | Fran Miholjević ‏       | 120                    |
| 26                                             | أندريا باسكولون        | 123                    |
| 27                                             | روبرت ستانارد          | 89                     |
| مدير الرياضة: Gorazd Štangelj ‏, فرانكو بليزوتي |                        |                        |

| Cofidis COF                   | Cofidis COF                    | Cofidis COF |
| ----------------------------- | ------------------------------ | ----------- |
| م                             | عداء                           | مرتبة       |
| 31                            | جون ازقيراي                    | 28          |
| 32                            | اليكس ارانبورو (طريق)          | 29          |
| 33                            | بريان كوكار                    | 129         |
| 34                            | Valentin Ferron ‏               | 132         |
| 35                            | Jan Maas (cyclist, born 1996) ‏ | 95          |
| 36                            | Paul Ourselin ‏                 | 70          |
| 37                            | بنجامين توماس                  | 71          |
| مدير الرياضة: , بنجن فرنانديز |                                |             |

| Decathlon-AG2R La Mondiale DAT           | Decathlon-AG2R La Mondiale DAT | Decathlon-AG2R La Mondiale DAT |
| ---------------------------------------- | ------------------------------ | ------------------------------ |
| م                                        | عداء                           | مرتبة                          |
| 41                                       | Johannes Staune-Mittet ‏        | 36                             |
| 42                                       | سام بينيت                      | 136                            |
| 43                                       | يجف دي بوندت                   | 86                             |
| 44                                       | Dorian Godon ‏                  | 100                            |
| 45                                       | تورد غودميستاد ‏                | 124                            |
| 46                                       | Nicolas Prodhomme ‏             | 37                             |
| 47                                       | أندريا فيندرام                 | 31                             |
| مدير الرياضة: لوك روبرتس, Didier Jannel ‏ |                                |                                |

| EF Education-EasyPost EFE                          | EF Education-EasyPost EFE | EF Education-EasyPost EFE |
| -------------------------------------------------- | ------------------------- | ------------------------- |
| م                                                  | عداء                      | مرتبة                     |
| 51                                                 | ريتشارد كاراباز           | 18                        |
| 52                                                 | Ben Healy (cyclist) ‏      | 24                        |
| 53                                                 | Samuele Battistella ‏      | 93                        |
| 54                                                 | استيبان تشافيس            | 40                        |
| 55                                                 | روي كوستا (طريق)          | لم يكمل السباق-5          |
| 56                                                 | جيمس شو                   | لم يبدأ-1                 |
| 57                                                 | مايكل فالغرين             | لم يكمل السباق-2          |
| مدير الرياضة: خوان مانويل خارات, تجي فان جارد إرين |                           |                           |

| Groupama-FDJ GFC                                 | Groupama-FDJ GFC | Groupama-FDJ GFC |
| ------------------------------------------------ | ---------------- | ---------------- |
| م                                                | عداء             | مرتبة            |
| 61                                               | ديفيد جودو       | لم يكمل السباق-2 |
| 62                                               | Lorenzo Germani ‏ | 65               |
| 63                                               | رومان جريجوار    | 15               |
| 64                                               | فالنتين مادواس   | 35               |
| 65                                               | كوينتين باشر     | 39               |
| 66                                               | Paul Penhoët ‏    | 101              |
| 67                                               | كليمنت روسو      | 105              |
| مدير الرياضة: Thierry Bricaud ‏, Jussi Veikkanen ‏ |                  |                  |

| Ineos Grenadiers IGD                    | Ineos Grenadiers IGD    | Ineos Grenadiers IGD |
| --------------------------------------- | ----------------------- | -------------------- |
| م                                       | عداء                    | مرتبة                |
| 71                                      | فيليبو غانا (زمني فردي) | 2                    |
| 72                                      | لورينز دي بلس           | 46                   |
| 73                                      | لوكاس هاميلتون          | 116                  |
| 74                                      | ميكال كوياتكووسكي       | لم يكمل السباق-5     |
| 75                                      | سالفاتوري بوتشيو        | لم يكمل السباق-7     |
| 76                                      | براندون ريفيرا ‏         | 41                   |
| 77                                      | كونور سويفت             | 77                   |
| مدير الرياضة: زاك ديمبستر, إيان ستانارد |                         |                      |

| Intermarché-Wanty IWA                   | Intermarché-Wanty IWA | Intermarché-Wanty IWA |
| --------------------------------------- | --------------------- | --------------------- |
| م                                       | عداء                  | مرتبة                 |
| 81                                      | Kamiel Bonneu ‏        | 98                    |
| 82                                      | Vito Braet ‏           | لم يكمل السباق-6      |
| 83                                      | Francesco Busatto ‏    | 58                    |
| 84                                      | Kevin Colleoni ‏       | 81                    |
| 85                                      | Tom Paquot ‏           | لم يكمل السباق-2      |
| 86                                      | Louis Barré ‏          | لم يبدأ-1             |
| 87                                      | Jonas Rutsch ‏         | 43                    |
| مدير الرياضة: Aike Visbeek ‏, بارت ويلنس |                       |                       |

| Israel-Premier Tech IPT                   | Israel-Premier Tech IPT | Israel-Premier Tech IPT |
| ----------------------------------------- | ----------------------- | ----------------------- |
| م                                         | عداء                    | مرتبة                   |
| 91                                        | ديريك جي                | 4                       |
| 92                                        | باسكال أكرمان           | لم يكمل السباق-3        |
| 93                                        | Marco Frigo ‏            | 76                      |
| 94                                        | جاكوب فوجلسانج          | 84                      |
| 95                                        | هوغو هول                | لم يكمل السباق-3        |
| 96                                        | Nadav Raisberg ‏         | 128                     |
| 97                                        | جيك ستيوارت             | 118                     |
| مدير الرياضة: سام بولي, Francesco Frassi ‏ |                         |                         |

| Lidl-Trek LTK                              | Lidl-Trek LTK                        | Lidl-Trek LTK    |
| ------------------------------------------ | ------------------------------------ | ---------------- |
| م                                          | عداء                                 | مرتبة            |
| 101                                        | جوليو سيكوني                         | 13               |
| 102                                        | سيموني كونسوني                       | لم يكمل السباق-5 |
| 103                                        | Amanuel Ghebreigzabhier ‏ (زمني فردي) | 112              |
| 104                                        | جوناثان ميلان                        | 135              |
| 105                                        | توم سكوجين                           | 104              |
| 106                                        | جاسبر ستوفين                         | 44               |
| 107                                        | إدوارد ثيونس                         | 130              |
| مدير الرياضة: غريغوري راست, Adriano Baffi ‏ |                                      |                  |

| Movistar Team MOV          | Movistar Team MOV          | Movistar Team MOV |
| -------------------------- | -------------------------- | ----------------- |
| م                          | عداء                       | مرتبة             |
| 111                        | نيرو كوينتانا              | 32                |
| 112                        | Jorge Arcas ‏               | 67                |
| 113                        | Orluis Aular ‏              | 52                |
| 114                        | دافيد فورمولو              | 51                |
| 115                        | إينر روبيو                 | 20                |
| 116                        | Pelayo Sánchez ‏            | لم يكمل السباق-6  |
| 117                        | Natnael Tesfatsion ‏ (طريق) | 99                |
| مدير الرياضة: ماكس سياندري |                            |                   |

| فريق الدراجات Q36.5 ‏ Q36                          | فريق الدراجات Q36.5 ‏ Q36     | فريق الدراجات Q36.5 ‏ Q36 |
| ------------------------------------------------- | ---------------------------- | ------------------------ |
| م                                                 | عداء                         | مرتبة                    |
| 121                                               | توم بيدكوك                   | 6                        |
| 122                                               | Xabier Azparren ‏             | لم يبدأ-3                |
| 123                                               | جيانلوكا برامبيلا            | لم يكمل السباق-5         |
| 124                                               | ديفيد دي لا كروز (زمني فردي) | 8                        |
| 125                                               | داميان هاوسون                | 119                      |
| 126                                               | مارك دونوفان                 | 53                       |
| 127                                               | Nickolas Zukowsky ‏           | لم يكمل السباق-7         |
| مدير الرياضة: Gabriele Missaglia ‏, Alex Sans Vega‏ |                              |                          |

| Red Bull-Bora-Hansgrohe RBH                 | Red Bull-Bora-Hansgrohe RBH | Red Bull-Bora-Hansgrohe RBH |
| ------------------------------------------- | --------------------------- | --------------------------- |
| م                                           | عداء                        | مرتبة                       |
| 131                                         | جاي هيندلي                  | 5                           |
| 132                                         | Roger Adrià ‏                | 48                          |
| 133                                         | يوناس كوخ                   | 94                          |
| 134                                         | Filip Maciejuk ‏             | 83                          |
| 135                                         | جياني موسكون                | 62                          |
| 136                                         | Anton Palzer ‏               | لم يبدأ-3                   |
| 137                                         | Tim van Dijke ‏              | 82                          |
| مدير الرياضة: إنريكو جاسباروتو, روجر هاموند |                             |                             |

| Soudal Quick-Step SOQ                        | Soudal Quick-Step SOQ   | Soudal Quick-Step SOQ |
| -------------------------------------------- | ----------------------- | --------------------- |
| م                                            | عداء                    | مرتبة                 |
| 141                                          | مايكل اندا              | 7                     |
| 142                                          | ماتيا كاتانيو           | 10                    |
| 143                                          | جوزيف سيرني             | 117                   |
| 144                                          | Paul Magnier ‏           | 91                    |
| 145                                          | Valentin Paret-Peintre ‏ | 38                    |
| 146                                          | كاسبر بيدرسين           | 90                    |
| 147                                          | Pepijn Reinderink ‏      | 111                   |
| مدير الرياضة: Davide Bramati ‏, ويلفريد بيترز |                         |                       |

| Team Jayco AlUla JAY                     | Team Jayco AlUla JAY    | Team Jayco AlUla JAY |
| ---------------------------------------- | ----------------------- | -------------------- |
| م                                        | عداء                    | مرتبة                |
| 151                                      | فيليبو زانا             | 25                   |
| 152                                      | إدوارد دنبر (زمني فردي) | لم يكمل السباق-5     |
| 153                                      | باتريك غامبر            | 125                  |
| 154                                      | ديلان جروينويغن (طريق)  | 137                  |
| 155                                      | لوكا ميزجيك             | 126                  |
| 156                                      | Elmar Reinders ‏         | 133                  |
| 157                                      | جاشا سوتيرلين           | 75                   |
| مدير الرياضة: فاليريو بيفا, ستيف كامينغز |                         |                      |

| Team Picnic-PostNL TPP         | Team Picnic-PostNL TPP | Team Picnic-PostNL TPP |
| ------------------------------ | ---------------------- | ---------------------- |
| م                              | عداء                   | مرتبة                  |
| 161                            | كريس هاميلتون          | 34                     |
| 162                            | Bjoern Koerdt ‏         | لم يكمل السباق-7       |
| 163                            | Gijs Leemreize ‏        | 49                     |
| 164                            | Enzo Leijnse ‏          | 102                    |
| 165                            | Niklas Märkl ‏          | 122                    |
| 166                            | Casper van Uden ‏       | 85                     |
| 167                            | Bram Welten ‏           | لم يبدأ-6              |
| مدير الرياضة: Matthew Winston‏, |                        |                        |

| إيولو كوميت ‏ PTV                                | إيولو كوميت ‏ PTV           | إيولو كوميت ‏ PTV |
| ----------------------------------------------- | -------------------------- | ---------------- |
| م                                               | عداء                       | مرتبة            |
| 171                                             | Davide Piganzoli ‏          | 17               |
| 172                                             | Davide Bais ‏               | 108              |
| 173                                             | Giovanni Lonardi ‏          | 106              |
| 174                                             | ميركو مايستري              | 59               |
| 175                                             | Francisco Muñoz (cyclist) ‏ | 92               |
| 176                                             | Andrea Pietrobon ‏          | 109              |
| 177                                             | Alessandro Tonelli ‏        | 61               |
| مدير الرياضة: Stefano Zanatta ‏, Giovanni Ellena‏ |                            |                  |

| Team Visma \| Lease a Bike TVL           | Team Visma \| Lease a Bike TVL | Team Visma \| Lease a Bike TVL |
| ---------------------------------------- | ------------------------------ | ------------------------------ |
| م                                        | عداء                           | مرتبة                          |
| 181                                      | سيمون ييتس                     | 14                             |
| 182                                      | Olav Kooij ‏                    | 96                             |
| 183                                      | ستيفن كرويسفيك                 | 69                             |
| 184                                      | دانيال مكلاي                   | 131                            |
| 185                                      | Cian Uijtdebroeks ‏             | لم يكمل السباق-7               |
| 186                                      | أتيلا فالتر (طريق)             | 56                             |
| 187                                      | ديلان فان بارلي                | 88                             |
| مدير الرياضة: مارتن ينانتس, يسبر موركوف ‏ |                                |                                |

| سويس ريسينغ أكادمي ‏ TUD                   | سويس ريسينغ أكادمي ‏ TUD | سويس ريسينغ أكادمي ‏ TUD |
| ----------------------------------------- | ----------------------- | ----------------------- |
| م                                         | عداء                    | مرتبة                   |
| 191                                       | مارك هيرشي              | 23                      |
| 192                                       | ألكسندر كرايغر          | 134                     |
| 193                                       | ريك بلومرز ‏             | 55                      |
| 194                                       | Florian Stork ‏          | 79                      |
| 195                                       | Larry Warbasse ‏         | 68                      |
| 196                                       | Hannes Wilksch ‏         | 57                      |
| 197                                       | Maikel Zijlaard ‏        | 121                     |
| مدير الرياضة: ماتيو توساتو, Claudio Cozzi‏ |                         |                         |

| UAE Team Emirates XRG UAD                           | UAE Team Emirates XRG UAD      | UAE Team Emirates XRG UAD |
| --------------------------------------------------- | ------------------------------ | ------------------------- |
| م                                                   | عداء                           | مرتبة                     |
| 201                                                 | خوان أيوسو                     | 1                         |
| 202                                                 | روي أوليفيرا                   | لم يكمل السباق-7          |
| 203                                                 | إسحاق ديل تورو ‏                | 19                        |
| 204                                                 | فيليكس جروس شارتنر (زمني فردي) | 60                        |
| 205                                                 | رافال مايكا                    | 72                        |
| 206                                                 | دومين نوفاك (طريق)             | لم يكمل السباق-7          |
| 207                                                 | آدم ييتس                       | 16                        |
| مدير الرياضة: فابريزيو غيدي, مانويل موري, توماس غيل |                                |                           |

| أونو-إكس موبيليتي ‏ UXM               | أونو-إكس موبيليتي ‏ UXM         | أونو-إكس موبيليتي ‏ UXM |
| ------------------------------------ | ------------------------------ | ---------------------- |
| م                                    | عداء                           | مرتبة                  |
| 211                                  | ماغنوس كورت نيلسن              | 110                    |
| 212                                  | Fredrik Dversnes ‏              | 45                     |
| 213                                  | Ådne Holter ‏                   | 103                    |
| 214                                  | Anders Halland Johannessen ‏    | 78                     |
| 215                                  | توبياس هالاند يوهانسن          | 11                     |
| 216                                  | William Blume Levy ‏            | 97                     |
| 217                                  | Søren Wærenskjold ‏ (زمني فردي) | 138                    |
| مدير الرياضة: جبريل راش, إميل فينجبو |                                |                        |

| VF Group-Bardiani CSF-Faizanè VBF | VF Group-Bardiani CSF-Faizanè VBF | VF Group-Bardiani CSF-Faizanè VBF |
| --------------------------------- | --------------------------------- | --------------------------------- |
| م                                 | عداء                              | مرتبة                             |
| 221                               | Manuele Tarozzi ‏                  | 63                                |
| 222                               | Lorenzo Conforti ‏                 | لم يكمل السباق-4                  |
| 223                               | Luca Covili ‏                      | 42                                |
| 224                               | Filippo Fiorelli ‏                 | 30                                |
| 225                               | Alessandro Pinarello ‏             | 22                                |
| 226                               | Matteo Scalco ‏                    | 64                                |
| 227                               | Enrico Zanoncello ‏                | 113                               |
| مدير الرياضة: , أليساندرو دوناتي  |                                   |                                   |

| XDS Astana Team XAT                           | XDS Astana Team XAT | XDS Astana Team XAT |
| --------------------------------------------- | ------------------- | ------------------- |
| م                                             | عداء                | مرتبة               |
| 231                                           | ألبرتو بيتول (طريق) | لم يبدأ-3           |
| 232                                           | Nicola Conci ‏       | 33                  |
| 233                                           | لورينزو فورتوناتو   | 21                  |
| 234                                           | Florian Kajamini ‏   | 27                  |
| 235                                           | ووت بويلس           | لم يكمل السباق-5    |
| 236                                           | Davide Toneatti ‏    | 87                  |
| 237                                           | بيترو فيلاسكو       | 26                  |
| مدير الرياضة: Alexandr Shefer ‏, داريو كاتالدو |                     |                     |

| Alpecin-Deceuninck ADC                            | Alpecin-Deceuninck ADC | Alpecin-Deceuninck ADC |
| ------------------------------------------------- | ---------------------- | ---------------------- |
| م                                                 | عداء                   | مرتبة                  |
| 1                                                 | ماثيو فان دير بيل      | 50                     |
| 2                                                 | صموئيل غيز ‏            | 115                    |
| 3                                                 | Robbe Ghys ‏            | لم يبدأ-3              |
| 4                                                 | Gal Glivar ‏            | 74                     |
| 5                                                 | شاندرو ميوريس          | 114                    |
| 6                                                 | Johan Price-Pejtersen ‏ | لم يكمل السباق-5       |
| 7                                                 | جياني فرميش            | 54                     |
| مدير الرياضة: جياني ميرسمان, Christoph Roodhooft ‏ |                        |                        |

| Arkéa-B&B Hotels ARK                       | Arkéa-B&B Hotels ARK | Arkéa-B&B Hotels ARK |
| ------------------------------------------ | -------------------- | -------------------- |
| م                                          | عداء                 | مرتبة                |
| 11                                         | أموري كابيو          | 127                  |
| 12                                         | أنتوني ديلابلاسي     | 73                   |
| 13                                         | Mathis Le Berre ‏     | 107                  |
| 14                                         | كريستيان رودريغيز    | 47                   |
| 15                                         | Kévin Vauquelin ‏     | 12                   |
| 16                                         | كليمان فنتوريني      | 80                   |
| 17                                         | Alessandro Verre ‏    | لم يكمل السباق-5     |
| مدير الرياضة: Yvon Ledanois ‏, ديدييه الروس |                      |                      |

| Bahrain Victorious TBV                         | Bahrain Victorious TBV | Bahrain Victorious TBV |
| ---------------------------------------------- | ---------------------- | ---------------------- |
| م                                              | عداء                   | مرتبة                  |
| 21                                             | Antonio Tiberi ‏        | 3                      |
| 22                                             | بيلو بلباو             | 9                      |
| 23                                             | داميانو كاروسو         | 66                     |
| 24                                             | Afonso Eulálio ‏        | لم يكمل السباق-5       |
| 25                                             | Fran Miholjević ‏       | 120                    |
| 26                                             | أندريا باسكولون        | 123                    |
| 27                                             | روبرت ستانارد          | 89                     |
| مدير الرياضة: Gorazd Štangelj ‏, فرانكو بليزوتي |                        |                        |

| Cofidis COF                   | Cofidis COF                    | Cofidis COF |
| ----------------------------- | ------------------------------ | ----------- |
| م                             | عداء                           | مرتبة       |
| 31                            | جون ازقيراي                    | 28          |
| 32                            | اليكس ارانبورو (طريق)          | 29          |
| 33                            | بريان كوكار                    | 129         |
| 34                            | Valentin Ferron ‏               | 132         |
| 35                            | Jan Maas (cyclist, born 1996) ‏ | 95          |
| 36                            | Paul Ourselin ‏                 | 70          |
| 37                            | بنجامين توماس                  | 71          |
| مدير الرياضة: , بنجن فرنانديز |                                |             |

| Decathlon-AG2R La Mondiale DAT           | Decathlon-AG2R La Mondiale DAT | Decathlon-AG2R La Mondiale DAT |
| ---------------------------------------- | ------------------------------ | ------------------------------ |
| م                                        | عداء                           | مرتبة                          |
| 41                                       | Johannes Staune-Mittet ‏        | 36                             |
| 42                                       | سام بينيت                      | 136                            |
| 43                                       | يجف دي بوندت                   | 86                             |
| 44                                       | Dorian Godon ‏                  | 100                            |
| 45                                       | تورد غودميستاد ‏                | 124                            |
| 46                                       | Nicolas Prodhomme ‏             | 37                             |
| 47                                       | أندريا فيندرام                 | 31                             |
| مدير الرياضة: لوك روبرتس, Didier Jannel ‏ |                                |                                |

| EF Education-EasyPost EFE                          | EF Education-EasyPost EFE | EF Education-EasyPost EFE |
| -------------------------------------------------- | ------------------------- | ------------------------- |
| م                                                  | عداء                      | مرتبة                     |
| 51                                                 | ريتشارد كاراباز           | 18                        |
| 52                                                 | Ben Healy (cyclist) ‏      | 24                        |
| 53                                                 | Samuele Battistella ‏      | 93                        |
| 54                                                 | استيبان تشافيس            | 40                        |
| 55                                                 | روي كوستا (طريق)          | لم يكمل السباق-5          |
| 56                                                 | جيمس شو                   | لم يبدأ-1                 |
| 57                                                 | مايكل فالغرين             | لم يكمل السباق-2          |
| مدير الرياضة: خوان مانويل خارات, تجي فان جارد إرين |                           |                           |

| Groupama-FDJ GFC                                 | Groupama-FDJ GFC | Groupama-FDJ GFC |
| ------------------------------------------------ | ---------------- | ---------------- |
| م                                                | عداء             | مرتبة            |
| 61                                               | ديفيد جودو       | لم يكمل السباق-2 |
| 62                                               | Lorenzo Germani ‏ | 65               |
| 63                                               | رومان جريجوار    | 15               |
| 64                                               | فالنتين مادواس   | 35               |
| 65                                               | كوينتين باشر     | 39               |
| 66                                               | Paul Penhoët ‏    | 101              |
| 67                                               | كليمنت روسو      | 105              |
| مدير الرياضة: Thierry Bricaud ‏, Jussi Veikkanen ‏ |                  |                  |

| Ineos Grenadiers IGD                    | Ineos Grenadiers IGD    | Ineos Grenadiers IGD |
| --------------------------------------- | ----------------------- | -------------------- |
| م                                       | عداء                    | مرتبة                |
| 71                                      | فيليبو غانا (زمني فردي) | 2                    |
| 72                                      | لورينز دي بلس           | 46                   |
| 73                                      | لوكاس هاميلتون          | 116                  |
| 74                                      | ميكال كوياتكووسكي       | لم يكمل السباق-5     |
| 75                                      | سالفاتوري بوتشيو        | لم يكمل السباق-7     |
| 76                                      | براندون ريفيرا ‏         | 41                   |
| 77                                      | كونور سويفت             | 77                   |
| مدير الرياضة: زاك ديمبستر, إيان ستانارد |                         |                      |

| Intermarché-Wanty IWA                   | Intermarché-Wanty IWA | Intermarché-Wanty IWA |
| --------------------------------------- | --------------------- | --------------------- |
| م                                       | عداء                  | مرتبة                 |
| 81                                      | Kamiel Bonneu ‏        | 98                    |
| 82                                      | Vito Braet ‏           | لم يكمل السباق-6      |
| 83                                      | Francesco Busatto ‏    | 58                    |
| 84                                      | Kevin Colleoni ‏       | 81                    |
| 85                                      | Tom Paquot ‏           | لم يكمل السباق-2      |
| 86                                      | Louis Barré ‏          | لم يبدأ-1             |
| 87                                      | Jonas Rutsch ‏         | 43                    |
| مدير الرياضة: Aike Visbeek ‏, بارت ويلنس |                       |                       |

| Israel-Premier Tech IPT                   | Israel-Premier Tech IPT | Israel-Premier Tech IPT |
| ----------------------------------------- | ----------------------- | ----------------------- |
| م                                         | عداء                    | مرتبة                   |
| 91                                        | ديريك جي                | 4                       |
| 92                                        | باسكال أكرمان           | لم يكمل السباق-3        |
| 93                                        | Marco Frigo ‏            | 76                      |
| 94                                        | جاكوب فوجلسانج          | 84                      |
| 95                                        | هوغو هول                | لم يكمل السباق-3        |
| 96                                        | Nadav Raisberg ‏         | 128                     |
| 97                                        | جيك ستيوارت             | 118                     |
| مدير الرياضة: سام بولي, Francesco Frassi ‏ |                         |                         |

| Lidl-Trek LTK                              | Lidl-Trek LTK                        | Lidl-Trek LTK    |
| ------------------------------------------ | ------------------------------------ | ---------------- |
| م                                          | عداء                                 | مرتبة            |
| 101                                        | جوليو سيكوني                         | 13               |
| 102                                        | سيموني كونسوني                       | لم يكمل السباق-5 |
| 103                                        | Amanuel Ghebreigzabhier ‏ (زمني فردي) | 112              |
| 104                                        | جوناثان ميلان                        | 135              |
| 105                                        | توم سكوجين                           | 104              |
| 106                                        | جاسبر ستوفين                         | 44               |
| 107                                        | إدوارد ثيونس                         | 130              |
| مدير الرياضة: غريغوري راست, Adriano Baffi ‏ |                                      |                  |

| Movistar Team MOV          | Movistar Team MOV          | Movistar Team MOV |
| -------------------------- | -------------------------- | ----------------- |
| م                          | عداء                       | مرتبة             |
| 111                        | نيرو كوينتانا              | 32                |
| 112                        | Jorge Arcas ‏               | 67                |
| 113                        | Orluis Aular ‏              | 52                |
| 114                        | دافيد فورمولو              | 51                |
| 115                        | إينر روبيو                 | 20                |
| 116                        | Pelayo Sánchez ‏            | لم يكمل السباق-6  |
| 117                        | Natnael Tesfatsion ‏ (طريق) | 99                |
| مدير الرياضة: ماكس سياندري |                            |                   |

| فريق الدراجات Q36.5 ‏ Q36                          | فريق الدراجات Q36.5 ‏ Q36     | فريق الدراجات Q36.5 ‏ Q36 |
| ------------------------------------------------- | ---------------------------- | ------------------------ |
| م                                                 | عداء                         | مرتبة                    |
| 121                                               | توم بيدكوك                   | 6                        |
| 122                                               | Xabier Azparren ‏             | لم يبدأ-3                |
| 123                                               | جيانلوكا برامبيلا            | لم يكمل السباق-5         |
| 124                                               | ديفيد دي لا كروز (زمني فردي) | 8                        |
| 125                                               | داميان هاوسون                | 119                      |
| 126                                               | مارك دونوفان                 | 53                       |
| 127                                               | Nickolas Zukowsky ‏           | لم يكمل السباق-7         |
| مدير الرياضة: Gabriele Missaglia ‏, Alex Sans Vega‏ |                              |                          |

| Red Bull-Bora-Hansgrohe RBH                 | Red Bull-Bora-Hansgrohe RBH | Red Bull-Bora-Hansgrohe RBH |
| ------------------------------------------- | --------------------------- | --------------------------- |
| م                                           | عداء                        | مرتبة                       |
| 131                                         | جاي هيندلي                  | 5                           |
| 132                                         | Roger Adrià ‏                | 48                          |
| 133                                         | يوناس كوخ                   | 94                          |
| 134                                         | Filip Maciejuk ‏             | 83                          |
| 135                                         | جياني موسكون                | 62                          |
| 136                                         | Anton Palzer ‏               | لم يبدأ-3                   |
| 137                                         | Tim van Dijke ‏              | 82                          |
| مدير الرياضة: إنريكو جاسباروتو, روجر هاموند |                             |                             |

| Soudal Quick-Step SOQ                        | Soudal Quick-Step SOQ   | Soudal Quick-Step SOQ |
| -------------------------------------------- | ----------------------- | --------------------- |
| م                                            | عداء                    | مرتبة                 |
| 141                                          | مايكل اندا              | 7                     |
| 142                                          | ماتيا كاتانيو           | 10                    |
| 143                                          | جوزيف سيرني             | 117                   |
| 144                                          | Paul Magnier ‏           | 91                    |
| 145                                          | Valentin Paret-Peintre ‏ | 38                    |
| 146                                          | كاسبر بيدرسين           | 90                    |
| 147                                          | Pepijn Reinderink ‏      | 111                   |
| مدير الرياضة: Davide Bramati ‏, ويلفريد بيترز |                         |                       |

| Team Jayco AlUla JAY                     | Team Jayco AlUla JAY    | Team Jayco AlUla JAY |
| ---------------------------------------- | ----------------------- | -------------------- |
| م                                        | عداء                    | مرتبة                |
| 151                                      | فيليبو زانا             | 25                   |
| 152                                      | إدوارد دنبر (زمني فردي) | لم يكمل السباق-5     |
| 153                                      | باتريك غامبر            | 125                  |
| 154                                      | ديلان جروينويغن (طريق)  | 137                  |
| 155                                      | لوكا ميزجيك             | 126                  |
| 156                                      | Elmar Reinders ‏         | 133                  |
| 157                                      | جاشا سوتيرلين           | 75                   |
| مدير الرياضة: فاليريو بيفا, ستيف كامينغز |                         |                      |

| Team Picnic-PostNL TPP         | Team Picnic-PostNL TPP | Team Picnic-PostNL TPP |
| ------------------------------ | ---------------------- | ---------------------- |
| م                              | عداء                   | مرتبة                  |
| 161                            | كريس هاميلتون          | 34                     |
| 162                            | Bjoern Koerdt ‏         | لم يكمل السباق-7       |
| 163                            | Gijs Leemreize ‏        | 49                     |
| 164                            | Enzo Leijnse ‏          | 102                    |
| 165                            | Niklas Märkl ‏          | 122                    |
| 166                            | Casper van Uden ‏       | 85                     |
| 167                            | Bram Welten ‏           | لم يبدأ-6              |
| مدير الرياضة: Matthew Winston‏, |                        |                        |

| إيولو كوميت ‏ PTV                                | إيولو كوميت ‏ PTV           | إيولو كوميت ‏ PTV |
| ----------------------------------------------- | -------------------------- | ---------------- |
| م                                               | عداء                       | مرتبة            |
| 171                                             | Davide Piganzoli ‏          | 17               |
| 172                                             | Davide Bais ‏               | 108              |
| 173                                             | Giovanni Lonardi ‏          | 106              |
| 174                                             | ميركو مايستري              | 59               |
| 175                                             | Francisco Muñoz (cyclist) ‏ | 92               |
| 176                                             | Andrea Pietrobon ‏          | 109              |
| 177                                             | Alessandro Tonelli ‏        | 61               |
| مدير الرياضة: Stefano Zanatta ‏, Giovanni Ellena‏ |                            |                  |

| Team Visma \| Lease a Bike TVL           | Team Visma \| Lease a Bike TVL | Team Visma \| Lease a Bike TVL |
| ---------------------------------------- | ------------------------------ | ------------------------------ |
| م                                        | عداء                           | مرتبة                          |
| 181                                      | سيمون ييتس                     | 14                             |
| 182                                      | Olav Kooij ‏                    | 96                             |
| 183                                      | ستيفن كرويسفيك                 | 69                             |
| 184                                      | دانيال مكلاي                   | 131                            |
| 185                                      | Cian Uijtdebroeks ‏             | لم يكمل السباق-7               |
| 186                                      | أتيلا فالتر (طريق)             | 56                             |
| 187                                      | ديلان فان بارلي                | 88                             |
| مدير الرياضة: مارتن ينانتس, يسبر موركوف ‏ |                                |                                |

| سويس ريسينغ أكادمي ‏ TUD                   | سويس ريسينغ أكادمي ‏ TUD | سويس ريسينغ أكادمي ‏ TUD |
| ----------------------------------------- | ----------------------- | ----------------------- |
| م                                         | عداء                    | مرتبة                   |
| 191                                       | مارك هيرشي              | 23                      |
| 192                                       | ألكسندر كرايغر          | 134                     |
| 193                                       | ريك بلومرز ‏             | 55                      |
| 194                                       | Florian Stork ‏          | 79                      |
| 195                                       | Larry Warbasse ‏         | 68                      |
| 196                                       | Hannes Wilksch ‏         | 57                      |
| 197                                       | Maikel Zijlaard ‏        | 121                     |
| مدير الرياضة: ماتيو توساتو, Claudio Cozzi‏ |                         |                         |

| UAE Team Emirates XRG UAD                           | UAE Team Emirates XRG UAD      | UAE Team Emirates XRG UAD |
| --------------------------------------------------- | ------------------------------ | ------------------------- |
| م                                                   | عداء                           | مرتبة                     |
| 201                                                 | خوان أيوسو                     | 1                         |
| 202                                                 | روي أوليفيرا                   | لم يكمل السباق-7          |
| 203                                                 | إسحاق ديل تورو ‏                | 19                        |
| 204                                                 | فيليكس جروس شارتنر (زمني فردي) | 60                        |
| 205                                                 | رافال مايكا                    | 72                        |
| 206                                                 | دومين نوفاك (طريق)             | لم يكمل السباق-7          |
| 207                                                 | آدم ييتس                       | 16                        |
| مدير الرياضة: فابريزيو غيدي, مانويل موري, توماس غيل |                                |                           |

| أونو-إكس موبيليتي ‏ UXM               | أونو-إكس موبيليتي ‏ UXM         | أونو-إكس موبيليتي ‏ UXM |
| ------------------------------------ | ------------------------------ | ---------------------- |
| م                                    | عداء                           | مرتبة                  |
| 211                                  | ماغنوس كورت نيلسن              | 110                    |
| 212                                  | Fredrik Dversnes ‏              | 45                     |
| 213                                  | Ådne Holter ‏                   | 103                    |
| 214                                  | Anders Halland Johannessen ‏    | 78                     |
| 215                                  | توبياس هالاند يوهانسن          | 11                     |
| 216                                  | William Blume Levy ‏            | 97                     |
| 217                                  | Søren Wærenskjold ‏ (زمني فردي) | 138                    |
| مدير الرياضة: جبريل راش, إميل فينجبو |                                |                        |

| VF Group-Bardiani CSF-Faizanè VBF | VF Group-Bardiani CSF-Faizanè VBF | VF Group-Bardiani CSF-Faizanè VBF |
| --------------------------------- | --------------------------------- | --------------------------------- |
| م                                 | عداء                              | مرتبة                             |
| 221                               | Manuele Tarozzi ‏                  | 63                                |
| 222                               | Lorenzo Conforti ‏                 | لم يكمل السباق-4                  |
| 223                               | Luca Covili ‏                      | 42                                |
| 224                               | Filippo Fiorelli ‏                 | 30                                |
| 225                               | Alessandro Pinarello ‏             | 22                                |
| 226                               | Matteo Scalco ‏                    | 64                                |
| 227                               | Enrico Zanoncello ‏                | 113                               |
| مدير الرياضة: , أليساندرو دوناتي  |                                   |                                   |

| XDS Astana Team XAT                           | XDS Astana Team XAT | XDS Astana Team XAT |
| --------------------------------------------- | ------------------- | ------------------- |
| م                                             | عداء                | مرتبة               |
| 231                                           | ألبرتو بيتول (طريق) | لم يبدأ-3           |
| 232                                           | Nicola Conci ‏       | 33                  |
| 233                                           | لورينزو فورتوناتو   | 21                  |
| 234                                           | Florian Kajamini ‏   | 27                  |
| 235                                           | ووت بويلس           | لم يكمل السباق-5    |
| 236                                           | Davide Toneatti ‏    | 87                  |
| 237                                           | بيترو فيلاسكو       | 26                  |
| مدير الرياضة: Alexandr Shefer ‏, داريو كاتالدو |                     |                     |

## التصنيف العام النهائي
| التصنيف العام         | التصنيف العام         | التصنيف العام                         | التصنيف العام  | التصنيف العام |
| العداء                | العداء                | الفريق                                | الوقت          |               |
| --------------------- | --------------------- | ------------------------------------- | -------------- | ------------- |
| 1                     | خوان أيوسو            | فريق الإمارات                         | 28 س 41 د 24 ث |               |
| 2                     | فيليبو غانا           | فريق إنيوس                            | + 35 ث         |               |
| 3                     | Antonio Tiberi ‏       | فريق البحرين ميريدا للدراجات الهوائية | + 36 ث         |               |
| 4                     | ديريك جي              | إسرائيل - بريمير تيك                  | + 42 ث         |               |
| 5                     | جاي هيندلي            | بورا–هانسغروه                         | + 53 ث         |               |
| 6                     | توم بيدكوك            | فريق الدراجات Q36.5 ‏                  | + 56 ث         |               |
| 7                     | مايكل اندا            | دكونيك كويك ستب                       | + 1 د 05 ث     |               |
| 8                     | ديفيد دي لا كروز      | فريق الدراجات Q36.5 ‏                  | + 1 د 32 ث     |               |
| 9                     | بيلو بلباو            | فريق البحرين ميريدا للدراجات الهوائية | + 1 د 32 ث     |               |
| 10                    | ماتيا كاتانيو         | دكونيك كويك ستب                       | + 1 د 38 ث     |               |
| 11                    | توبياس هالاند يوهانسن | أونو-إكس موبيليتي ‏                    | + 1 د 46 ث     |               |
| 12                    | Kévin Vauquelin ‏      | فورتنيو سامسيك                        | + 1 د 52 ث     |               |
| 13                    | جوليو سيكوني          | تريك سيغافريدو                        | + 1 د 58 ث     |               |
| 14                    | سيمون ييتس            | Team Visma \| Lease a Bike            | + 2 د 04 ث     |               |
| 15                    | رومان جريجوار         | إف دي جي                              | + 2 د 05 ث     |               |
|                       |                       |                                       |                |               |
| مصدر: ProCyclingStats |                       |                                       |                |               |

### تصنيف النقاط
| تصنيف النقاط          | تصنيف النقاط      | تصنيف النقاط                          | تصنيف النقاط | تصنيف النقاط |
| العداء                | العداء            | الفريق                                | النقاط       |              |
| --------------------- | ----------------- | ------------------------------------- | ------------ | ------------ |
| 1                     | جوناثان ميلان     | تريك سيغافريدو                        | 41 نقطة      |              |
| 2                     | توم بيدكوك        | فريق الدراجات Q36.5 ‏                  | 28 نقطة      |              |
| 3                     | Olav Kooij ‏       | Team Visma \| Lease a Bike            | 27 نقطة      |              |
| 4                     | خوان أيوسو        | فريق الإمارات                         | 24 نقطة      |              |
| 5                     | فيليبو غانا       | فريق إنيوس                            | 22 نقطة      |              |
| 6                     | أندريا فيندرام    | أيه إل أم                             | 22 نقطة      |              |
| 7                     | ماثيو فان دير بيل | البيسين فينيكس                        | 18 نقطة      |              |
| 8                     | ريك بلومرز ‏       | سويس ريسينغ أكادمي ‏                   | 17 نقطة      |              |
| 9                     | Antonio Tiberi ‏   | فريق البحرين ميريدا للدراجات الهوائية | 15 نقطة      |              |
| 10                    | Roger Adrià ‏      | بورا–هانسغروه                         | 15 نقطة      |              |
|                       |                   |                                       |              |              |
| مصدر: ProCyclingStats |                   |                                       |              |              |

### تصنيف الجبال
| تصنيف الجبال          | تصنيف الجبال         | تصنيف الجبال             | تصنيف الجبال | تصنيف الجبال |
| العداء                | العداء               | الفريق                   | النقاط       |              |
| --------------------- | -------------------- | ------------------------ | ------------ | ------------ |
| 1                     | Manuele Tarozzi ‏     | بردياني سي إس إف فايزاني | 32 نقطة      |              |
| 2                     | خوان أيوسو           | فريق الإمارات            | 20 نقطة      |              |
| 3                     | توم بيدكوك           | فريق الدراجات Q36.5 ‏     | 13 نقطة      |              |
| 4                     | Davide Bais ‏         | إيولو كوميت ‏             | 11 نقطة      |              |
| 5                     | ريتشارد كاراباز      | إي أف إديوكيشن نيبو      | 10 نقطة      |              |
| 6                     | Fredrik Dversnes ‏    | أونو-إكس موبيليتي ‏       | 8 نقطة       |              |
| 7                     | ديريك جي             | إسرائيل - بريمير تيك     | 7 نقطة       |              |
| 8                     | جاي هيندلي           | بورا–هانسغروه            | 7 نقطة       |              |
| 9                     | Ben Healy (cyclist) ‏ | إي أف إديوكيشن نيبو      | 7 نقطة       |              |
| 10                    | براندون ريفيرا ‏      | فريق إنيوس               | 5 نقطة       |              |
|                       |                      |                          |              |              |
| مصدر: ProCyclingStats |                      |                          |              |              |

## تصنيف الفرق

### الفرق حسب الوقت
| تصنيف الفرق حسب الوقت | تصنيف الفرق حسب الوقت                 | تصنيف الفرق حسب الوقت | تصنيف الفرق حسب الوقت |
| الفريق                | الفريق                                | الوقت                 |                       |
| --------------------- | ------------------------------------- | --------------------- | --------------------- |
| 1                     | فريق الإمارات                         | 86 س 07 د 15 ث        |                       |
| 2                     | دكونيك كويك ستب                       | + 4 د 23 ث            |                       |
| 3                     | فريق آستانا                           | + 5 د 21 ث            |                       |
| 4                     | إي أف إديوكيشن نيبو                   | + 6 د 20 ث            |                       |
| 5                     | فريق البحرين ميريدا للدراجات الهوائية | + 6 د 23 ث            |                       |
|                       |                                       |                       |                       |
| مصدر: ProCyclingStats |                                       |                       |                       |

## تصانيف فرعية

### تصنيف أفضل شاب
| تصنيف أفضل شاب        | تصنيف أفضل شاب          | تصنيف أفضل شاب                        | تصنيف أفضل شاب | تصنيف أفضل شاب |
| العداء                | العداء                  | الفريق                                | الوقت          |                |
| --------------------- | ----------------------- | ------------------------------------- | -------------- | -------------- |
| 1                     | خوان أيوسو              | فريق الإمارات                         | 28 س 41 د 24 ث |                |
| 2                     | Antonio Tiberi ‏         | فريق البحرين ميريدا للدراجات الهوائية | + 36 ث         |                |
| 3                     | Kévin Vauquelin ‏        | فورتنيو سامسيك                        | + 1 د 52 ث     |                |
| 4                     | رومان جريجوار           | إف دي جي                              | + 2 د 05 ث     |                |
| 5                     | Davide Piganzoli ‏       | إيولو كوميت ‏                          | + 2 د 11 ث     |                |
| 6                     | إسحاق ديل تورو ‏         | فريق الإمارات                         | + 2 د 13 ث     |                |
| 7                     | Alessandro Pinarello ‏   | بردياني سي إس إف فايزاني              | + 2 د 41 ث     |                |
| 8                     | Ben Healy (cyclist) ‏    | إي أف إديوكيشن نيبو                   | + 2 د 54 ث     |                |
| 9                     | Florian Kajamini ‏       | فريق آستانا                           | + 3 د 26 ث     |                |
| 10                    | Johannes Staune-Mittet ‏ | أيه إل أم                             | + 5 د 25 ث     |                |
|                       |                         |                                       |                |                |
| مصدر: ProCyclingStats |                         |                                       |                |                |

## وصلات خارجية
- لمحة عن سباق تيرينو أدرياتيكو 2025 على موقع  ProCyclingStats   (برو  سايكلنج  ستاتس) - إحصاءات  محترفي  الدراجات.

- تيرينو أدرياتيكو 2025 على موقع إحصائيات الدراجات الإحترافية (الإنجليزية)